# Nagrada hrvatskog glumišta za najboljeg redatelja
Popis dobitnika Nagrade hrvatskog glumišta u kategoriji najboljeg redatelja – drama. 
1992./1993. Georgij Paro

1993./1994. Želimir Orešković

1994./1995. Georgij Paro

1996./1997. Paolo Magelli

1997./1998. Paolo Magelli

1998./1999. Joško Juvančić

1999./2000. Zlatko Vitez

2000./2001. Ivica Boban

2001./2002. Zlatko Sviben

2002./2003. Damir Zlatar Frey

2003./2004. Joško Juvančić

2004./2005. Zlatko Sviben

2005./2006. Rene Medvešek

2006./2007. Dražen Ferenčina

2007./2008. Saša Anočić

2008./2009. Paolo Magelli

2009./2010. Robert Raponja

2010./2011. Dražen Ferenčina

2011./2012. Zlatko Sviben

2012./2013. Ivica Kunčević

2013./2014. Janusz Kica

2014./2015. Rene Medvešek

2015./2016. Ivica Boban

2016./2017. Dora Ruždjak Podolski

2017./2018. Igor Vuk Torbica

2018./2019. Saša Anočić

2019./2020. Anica Tomić

2020./2021. Krešimir Dolenčić

2021./2022. Bobo Jelčić (odbio primiti nagradu)

2022./2023. Ivan Leo Lemo

2023./2024. Krešimir Dolenčić